# Grm
 Ovo je glavno značenje pojma Grm. Za druga značenja pogledajte Grm (razdvojba).
Grm (lat. frutex) označava jedan od oblika rasta drvenastih biljaka. Glavna razlika u odnosu na stablo je nedostatak glavnog debla i obično su nisko raslinje. Grmlje raste u brojne grane i tendencijalno je manje veličine od stabla, a veće od trave i bilja.

## Ekologija
Grmovi su važni za život ptica. Često su zasađeni u parkovima i vrtovima kao živica. Mnoge drvenaste biljke mogu se pojaviti kao stablo ili kao grm. Primjeri su lješnjak stablo/grm ili siva joha. 
Makija je najvažniji ekosustav Mediterana, koji se sastoji uglavnom od grmova.

## Primjeri
| - Abelia - Aloe - Forsythia - Hebe - Quercus (Dub) - Salix (Vrba) - Sambucus - Lavanda - Klokoč |